# Mohamed Ghanudi
Mohamed Ghanudi (ur. 22 listopada 1992) – piłkarz libijski grający na pozycji napastnika. Jest wychowankiem klubu Al-Ahly Trypolis.

## Kariera klubowa
Ghandi swoją karierę rozpoczął w klubie Al-Ahly Trypolis. W 2010 roku zadebiutował w jego barwach w pierwszej lidze libijskiej.

## Kariera reprezentacyjna
W 2012 roku Ghanudi został powołany do reprezentacji Libii na Puchar Narodów Afryki 2012.